# Ditte Kotzian
Ditte Kotzian, née le 9 mars 1979 à Berlin-Est, est une plongeuse allemande en activité dans les années 2000. 

## Palmarès

### Jeux olympiques
- Jeux olympiques de 2008 à Pékin  Chine :
  -  Médaille de bronze du plongeon synchronisé à 3 m (avec Heike Fischer).

### Championnats du monde
- Championnats du monde 2001 à Fukuoka  Japon :
  -  Médaille de bronze du plongeon synchronisé à 3 m (avec Conny Schmalfuss).

- Championnats du monde 2005 à Montréal  Canada :
  -  Médaille d'argent du plongeon synchronisé à 3 m (avec Conny Schmalfuss).

- Championnats du monde 2007 à Melbourne  Australie :
  -  Médaille d'argent du plongeon synchronisé à 3 m (avec Heike Fischer).